# 圣叙尔皮斯德鲁瓦扬
圣叙尔皮斯-德鲁瓦扬（法語：Saint-Sulpice-de-Royan，法語發音：[sɛ̃ sylpis də ʁwajɑ̃]，意为“鲁瓦扬的圣叙尔皮斯”）是法国滨海夏朗德省的一个市镇，位于该省西南部，属于罗什福尔区。圣叙尔皮斯-德鲁瓦扬是鲁瓦扬城市圈的一部分。

## 地理
圣叙尔皮斯-德鲁瓦扬（45°40'17"N, 1°0'41"W）面积20.81 平方千米，位于法国新阿基坦大区滨海夏朗德省，该省份为法国西部滨海省份，北起旺代省，西临大西洋，南至吉倫特省，东南接多爾多涅省，东北接德塞夫勒省接壤，东临夏朗德省。
与圣叙尔皮斯-德鲁瓦扬接壤的市镇（或旧市镇、城区）包括：布勒耶、莱吉耶、梅迪、瑟德尔河畔莫尔纳克、鲁瓦扬、索容、滨海沃。
圣叙尔皮斯-德鲁瓦扬的时区为UTC+01:00、UTC+02:00（夏令时）。

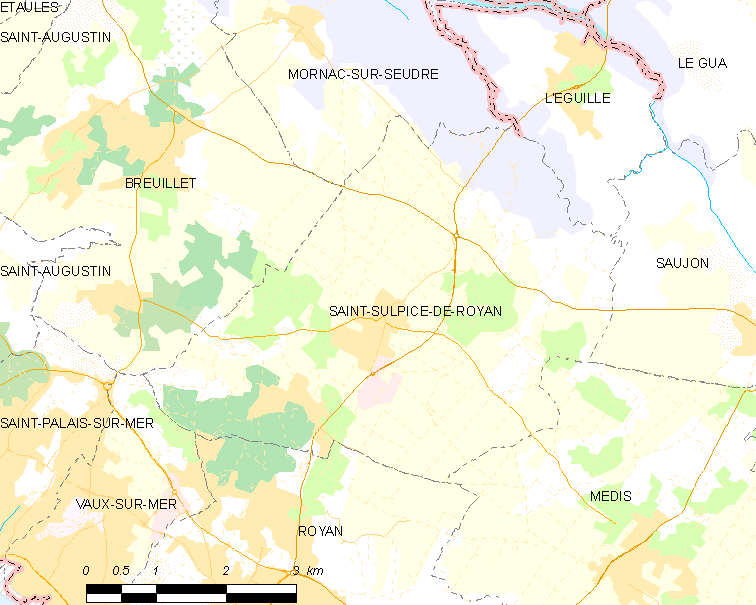
圣叙尔皮斯-德鲁瓦扬的OSM定位图

## 行政
圣叙尔皮斯-德鲁瓦扬的邮政编码为17200，INSEE市镇编码为17409。

## 政治
圣叙尔皮斯-德鲁瓦扬所属的省级选区为索容县。

## 人口

1962-2008年间圣叙尔皮斯-德鲁瓦扬人口变化图示

圣叙尔皮斯-德鲁瓦扬于2022年1月1日时的人口数量为3417人。